# Муганлы (Ходжавендский район)
Муганлы́ (азерб. Muğanlı) — село в Ходжавендском районе Азербайджана, является центром Муганлинского сельского административно-территориального округа.

## География
Село Муганлы входит в состав Муганлинского сельского административно-территориального округа Ходжавендского района, при этом село Муганлы является центром этого сельского административно-территориального округа. Находится на высоте 298 м.

## История
При советской власти на 1977 год село Муганлы входило в состав Мартунинского (ныне город Ходжавенд) посёлкового Совета Мартунинского района Нагорно-Карабахской Автономной Области (НКАО) Азербайджанской ССР.
2 сентября 1991 года на совместной сессии Нагорно-Карабахского областного и Шаумяновского районного Советов народных депутатов была принята Декларация о провозглашении Нагорно-Карабахской Республики в границах Нагорно-Карабахской автономной области (НКАО) и сопредельного Шаумяновского района Азербайджанской ССР.
Законом Азербайджанской Республики от 26 ноября 1991 года Нагорно-Карабахская Автономная Область была упразднена, город Мартуни был переименован в Ходжавенд, а Мартунинский район был переименован в Ходжавендский. В настоящее время село Муганлы является центром Муганлинского сельского административно-территориального округа Ходжавендского района Азербайджана.
В результате Карабахского конфликта, село 2 октября 1992 года было занато армянскими вооружёнными формированиями и попало под контроль непризнанной Нагорно-Карабахской Республики (НКР). Согласно административно-территориальному делению непризнанной республики село располагалось на территории Мартунинского района НКР.
Согласно Трёхстороннему Заявлению в ночь с 9 по 10 ноября 2020 года, подписанному по итогам Второй карабахской войны, село перешло под контроль Российских миротворческих сил.
В результате боевых действий в сентябре 2023 года Азербайджан восстановил свой контроль над селом.

## Население
В 1921 году в селе проживало 309 человек, все — азербайджанцы (указаны как «тюрки азербайджанские»).
По данным издания «Административное деление АССР», подготовленного в 1933 году Управлением народно-хозяйственного учёта Азербайджанской ССР (АзНХУ), по состоянию на 1 января 1933 года в Муганлы проживало 183 человека (50 хозяйств, 91 мужчина и 92 женщины). Национальный состав всего Муганлинского сельсовета на 94% состоял из тюрков (азербайджанцев).